# Lizzy Valentine
Elizabeth Miklosi (Nueva York, 10 de agosto de 1983), conocida profesionalmente como Lizzy Valentine, es una modelo, actriz, luchadora profesional y valet estadounidense.

## Carrera profesional

### Circuito independiente (2000–2010)
Valentine fue entrenada por Homicide y comenzó su carrera bajo el nombre de Miss Led en la Long Island Wrestling Federation y en el circuito independiente del noreste. También apareció en otras numerosas promociones de lucha independiente, dirigiendo a varios luchadores y peleando con otros.
En Jersey All Pro Wrestling, dirigió a Dixie y tuvo su primer combate profesional contra April Hunter. Mikosi también dirigió a Nick Berk y Z-Barr en Liberty All-Star Wrestling en Filadelfia y en NWA Florida. Valentine también tuvo un enfrentamiento de larga duración con Alexis Laree. Las dos se enfrentaron a lo largo de la Costa Este en KAPOW!, Southern Championship Wrestling y Dangerous Women of Wrestling. Valentine también hizo equipo con los hermanos Ballard en varias promociones. Incluso hizo una gira por Alaska y disputó combates para las tropas de Oriente Medio. Y como J-Love, se enfrentó a Pogo the Clown en Xtreme Pro Wrestling. En un combate, Elizabeth tiró a Tracy Brooks a la lona por el pelo.
A principios de 2009 Valentine participó en las grabaciones de la primera temporada de Wrestlicious, donde actuó bajo el nombre de Kandi Kisses. El programa se estrenó el 1 de marzo de 2010. Debutó en el primer episodio, sincronizando los labios con una canción frente al público. Hizo su debut en el ring en el sexto episodio, perdiendo contra Lil Slamm.
El 21 de diciembre de 2009, en las grabaciones del programa de televisión Impact! de Total Nonstop Action Wrestling, Valentine derrotó a Amber O'Neal.
Lizzy apareció en Lucha Libre USA como Lizzy Valentine Carter. Fue miembro de The Right con RJ Brewer y Petey Williams.

### Total Nonstop Action Wrestling
Valentine también tuvo un breve período como TNA Knockout en Total Nonstop Action Wrestling. Compitió por primera vez como JV Love en TNA Xplosion en un combate contra Tracy Brooks, y luego se convirtió en un nuevo personaje llamado Cheerleader Valentina y sustituyó a Brooks como compañera de Nurse Veronica en el stable femenino conocido como Bitchslap. En su primera aparición juntas, atacaron a las bailarinas de la jaula de TNA durante una rutina de baile, pero fueron separadas por la seguridad de TNA.
Se programó finalmente un combate entre Bitchslap (Stevens y Valentina) y las bailarinas de la jaula de TNA (April Pennington y Lollipop). Sin embargo, antes de que el combate pudiera comenzar, fue interrumpido por Trinity, que se reveló como la nueva integrante de Bitchslap y atacó a Pennington y Lollipop. Las bailarinas de la jaula de TNA tomaron represalias contra Bitchslap la semana siguiente. Llamaron a Bitchslap al ring; sin embargo, Trinity obligó a Stevens y Valentine a subir al ring para luchar contra las bailarinas de la jaula. Pennington y Lollipop las atacaron a con correas de cuero hasta que huyeron por la rampa de entrada para reunirse con Trinity.
La historia con Bitchslap fue abandonada porque TNA no tenía suficientes luchadoras para competir contra el grupo, y Stevens rechazó un contrato de dos años con TNA, en su lugar intentó firmar con la WWE o con una empresa en Japón. Brooks y Trinity fueron entonces colocadas en otras historias y TNA dejó de contratar a Miklosi.
Tras su paso por TNA, Valentine debutó en Ultimate Pro Wrestling en California y comenzó a dirigir al campeón de peso pesado de Pro Wrestling Guerrilla, Adam Pearce. A continuación, Miklosi se presentó a la búsqueda de divas de 2005 organizada por la WWE; sin embargo, no fue seleccionada como finalista.

### Wrestling Society X
En 2006, Valentine actuó en la serie de lucha libre de MTV de corta duración Wrestling Society X bajo el nombre de anillo Lizzy Valentine como valet y novia de Matt Sydal como heel.
En la edición del 29 de julio de Wrestling Society X, Sydal derrotó a Human Tornado después de una interferencia de Valentine. Valentine acompañó a Sydal al ring donde derrotó a Scorpio Sky, Después del combate, Valentine escribió "Hater" en su espalda. Sydal comenzó un feudo con Syxx-Pac contra Valentine, pero WSX se retiró antes de que tuvieran un combate.

### Wrestlicious (2009–2010)
A principios de 2009, participó en las grabaciones de la primera temporada de Wrestlicious, que comenzó a emitirse en marzo de 2010, utilizando el personaje de Kandi Kisses, conocida como "la Britney Spears de la lucha libre". El 1 de marzo debutó en el primer episodio de Takedown, interpretando su nueva canción, pero fue sorprendida haciendo lip sync, lo que provocó que los fans se volvieran contra ella, convirtiéndola en heel. Hizo su debut en solitario el 26 de mayo en el evento principal de Takedown, enfrentándose a Lil' Slamm en un combate individual, donde perdió por pinfall.

## Campeonatos y logros
- KAPOW!
  - KAPOW! Women's Championship (1 vez)[2]
- Ultimate Pro Wrestling
  - UPW Women's Championship (1 vez)[2]